# Boumba-et-Ngoko
Boumba-et-Ngoko is een departement in Kameroen, gelegen in de regio Est. De hoofdstad van het departement heet Yokadouma. De totale oppervlakte bedraagt 30 389 km². Er wonen 116 702 mensen in Boumba-et-Ngoko.

## Districten
Boumba-et-Ngoko is onderverdeeld in vier districten:
- Gari-Gombo
- Moloundou
- Salapoumbé
- Yokadouma